# Check
Check è un singolo del rapper canadese bbno$ pubblicato il 10 febbraio 2025.

## Video musicale
Il video musicale, diretto da Shiraz, è stato pubblicato sul canale YouTube del rapper in concomitanza con l'uscita del brano.

## Tracce
Testi e musiche di Alexander Leon Gumuchian, Dan Henig, Lexxi Saal, David Bradley Wilson.
Download digitale, streaming
1. Check – 2:02

Download digitale, streaming - remix
1. Check (Hatsune Miku) – 2:01

## Classifiche
| Classifica (2025) | Posizione massima |
| ----------------- | ----------------- |
| Canada            | 62                |